# Daniele Fontecchio
Daniele Fontecchio (ur. 29 grudnia 1960 w Pescarze) – włoski lekkoatleta, płotkarz, halowy wicemistrz Europy z 1986, olimpijczyk.

## Kariera sportowa
Odpadł w półfinale biegu na 50 metrów przez płotki na halowych mistrzostwach Europy w 1981 w Grenoble. Wystąpił w zawodach pucharu świata w 1981 w Rzymie, gdzie zajął 6. miejsce w biegu na 110 metrów przez płotki. Odpadł w półfinale biegu na 60 metrów przez płotki na halowych mistrzostwach Europy w 1982 w Mediolanie, w eliminacjach biegu na 110 metrów przez płotki na mistrzostwach Europy w 1982 w Atenach, w półfinale biegu na 60 metrów przez płotki na halowych mistrzostwach Europy w 1983 w Budapeszcie oraz w eliminacjach biegu na 110 metrów przez płotki na mistrzostwach świata w 1983 w Helsinkach.
Zdobył brązowy medal w biegu na 110 metrów przez płotki na igrzyskach śródziemnomorskich w 1983 w Casablance (wyprzedzili go tylko Hiszpanie Javier Moracho i Carlos Sala). Na halowych mistrzostwach Europy w 1984 w Göteborgu zajął 5. miejsce w biegu na 60 metrów przez płotki. Odpadł w półfinale biegu na 110 metrów przez płotki na igrzyskach olimpijskich w 1984 w Los Angeles. Zajął 4. miejsce w biegu na 60 metrów przez płotki na halowych mistrzostwach Europy w 1985 w Pireusie. Zajął 2. miejsce w biegu na 110 metrów przez płotki w finale „A” pucharu Europy w 1985 w Moskwie.
Zdobył srebrny medal w biegu na 60 metrów przez płotki na halowych mistrzostwach Europy w 1986 w Madrycie, przegrywając jedynie z Javierem Moracho, a wyprzedzając Holgera Pohlanda z Niemieckiej Republiki Demokratycznej. Odpadł w półfinale biegu na 110 metrów przez płotki na mistrzostwach Europy w 1986 w Stuttgarcie.
Fontecchio był mistrzem Włoch w biegu na 110 metrów przez płotki w latach 1981–1986, a w hali mistrzem w biegu na 60 metrów przez płotki w latach 1982–1985. 
Rekordy życiowe Fontecchio:
- bieg na 110 metrów przez płotki – 13,66 s (18 sierpnia 1985, Moskwa)
- bieg na 60 metrów przez płotki (hala) – 7,70 s (3 marca 1985, Pireus)

Jego syn Simone Fontecchio jest znanym koszykarzem, olimpijczykiem z igrzysk w Tokio w 2020.